# Addrisi Brothers
De Addrisi Brothers was een Amerikaans muziekduo. Ze waren afkomstig uit Winthrop, een town in de staat Massachusetts, en werkten in Californië. De Addrisi-broers werden gevormd door Donald (Don, 14 december 1938 - 13 november 1984) en Richard (Dick, 4 juli 1941). De broers hadden enkele hits en worden uiteindelijk vooral herinnerd als muziekschrijvers.

## Biografie
Hun ouders maakten in de jaren vijftig deel uit van de acrobatiek-act The Flying Addrisis. De broers zochten het echter in de muziek en kregen dankzij de komediant en grote fan Lenny Bruce hun eerste professionele vertegenwoordiger. Het gezin trok eerst naar Californië, waar de broers deel uit zouden moeten gaan maken van The Mickey Mouse Club. Hierin slaagden ze niet, maar ze wisten wel een contract te bemachtigen van Del-Fi, het platenlabel van Bob Keane. Hier brachten ze een reeks singles uit die in stijl varieerde van de Everly Brothers tot tienerpop.
Als zangers zijn ze nooit echt succesvol geworden en gaandeweg verlegden ze hun interesse naar het schrijven van muziek. Wel zijn ze ongeveer twintig jaar lang uitvoerend artiest gebleven. Na de overstap naar het label Valiant Records, wisten ze in 1967 toch een hit te scoren met het zelfgeschreven nummer Never My Love. Twintig jaar later bleek dit het meest gecoverde lied te zijn op het nummer You've Lost That Lovin' Feelin' van The Righteous Brothers na. Met Never My Love vestigden ze zich definitief als muziekschrijvers.
In 1972 wisten ze onder het label Columbia voor de tweede maal een hit voort te brengen, We've Got To Get It On Again, terwijl ze in die tijd vooral in beeld waren als de zangers en muziekschrijvers achter de televisieserie Nanny and the Professor van ABC. Vijf jaar later hadden ze via Buddah Records hun derde en grootste hit, Slow Dancin' Don't Turn Me On.
Het duo bleef muzikaal aan elkaar verbonden totdat Don kanker kreeg en eind 1984 overleed.
- Library of Congress Control Number: no98051228
- MusicBrainz: b73843ff-57a3-407d-8be1-51d0015a1e84
- Virtual International Authority File: 142207779